# Такасе Аямі
Такасе Аямі (нар. 13 грудня 1978) — колишня японська тенісистка.
Найвищу одиночну позицію світового рейтингу — 250 місце досягла 4 квітня 2005, парну — 152 місце — 2 жовтня 2006 року.
Здобула 1 одиночний та 5 парних титулів туру ITF.

## Фінали ITF
| Легенда         |
| --------------- |
| турніри $50,000 |
| турніри $25,000 |
| турніри $10,000 |

### Одиночний розряд (1–5)
| Результат | Ранг | Дата              | Місце                    | Покриття  | Суперниця      | Рахунок       |
| --------- | ---- | ----------------- | ------------------------ | --------- | -------------- | ------------- |
| Поразка   | 1.   | 4 жовтня 1998     | Kugayama, Японія         | Килим (i) | Алісія Молік   | 2–6, 3–6      |
| Поразка   | 2.   | 28 листопада 1999 | Кофу (Яманасі), Японія   | Килим     | Сатіе Умехара  | 5–7, 0–6      |
| Поразка   | 3.   | 18 травня 2003    | Наґано, Японія           | Трава     | Фудзівара Ріка | 5–7, 0–6      |
| Поразка   | 4.   | 25 травня 2003    | Префектура Ґумма, Японія | Трава     | Одзакі Майка   | 2–6, 4–6      |
| Перемога  | 1.   | 4 квітня 2004     | Сьюдад Обрегон, Мексика  | Тверде    | Сара Ріск      | 7–6(7–5), 6–2 |
| Поразка   | 5.   | 17 липня 2004     | Ґумма, Японія            | Килим     | Фудзівара Ріка | 1–6, 2–6      |

### Парний розряд (5–23)
| Результат | Ранг | Дата             | Турнір                      | Покриття   | Партнерка            | Суперниці                         | Рахунок          |
| --------- | ---- | ---------------- | --------------------------- | ---------- | -------------------- | --------------------------------- | ---------------- |
| Перемога  | 1.   | 4 листопада 1996 | Маніла, Філіппіни           | Тверде     | Ямаґісі Йоріко       | Won Kyung-joo Ху Чін-Бі           | 6–3, 6–4         |
| Поразка   | 1.   | 7 червня 1998    | Анталія, Туреччина          | Тверде     | Марина Самойленко    | Ганна-Катрі Аалто Мінна Раутайокі | 2–6, 4–6         |
| Перемога  | 2.   | 17 серпня 1998   | Carrabba, Італія            | Ґрунт      | Катерина Сисоєва     | Мірейлл Діттманн Наталі Діттманн  | 6–2, 6–0         |
| Поразка   | 2.   | 4 жовтня 1998    | Кіото, Японія               | Тверде     | Сідзу Кацумі         | Алісія Молік Бріанн Стюарт        | 6–3, 3–6, 4–6    |
| Поразка   | 3.   | 17 травня 1999   | Елваш, Португалія           | Тверде     | Ана Катаріна Ногейра | Ганна-Катрі Аалто Кірсі Лампінен  | 4–6, 4–6         |
| Перемога  | 3.   | 6 серпня 2000    | Альгеро, Італія             | Ґрунт      | Тонґ Ка-по           | Аліче Канепа Валентіна Сассі      | 3–6, 6–3, 6–1    |
| Поразка   | 4.   | 13 серпня 2000   | Бат, Велика Британія        | Ґрунт      | Дженні Белобрайдіч   | Марезе Жубер Ніколь Сьюелл        | 2–6, 2–6         |
| Поразка   | 5.   | 28 січня 2001    | Джерсі, Велика Британія     | Тверде     | Крісті Блумберґ      | Нікола Пейн Нікола Вудгаус        | 6–4, 2–6, 2–6    |
| Поразка   | 6.   | 14 квітня 2002   | Хошимін, В'єтнам            | Тверде     | Ремі Тедзука         | Янь Цзи Чжен Цзє                  | 1–6, 6–1, 2–6    |
| Поразка   | 7.   | 19 жовтня 2003   | Haibara, Японія             | Килим      | Томоко Йонемура      | Хісамацу Сіхо Чон Мі Ра           | 2–6, 7–5, 3–6    |
| Поразка   | 8.   | 28 березня 2004  | Монтеррей, Мексика          | Тверде     | Стефані Шаер         | Кеті Ґрансон Сара Ріск            | 6–4, 5–7, 1–6    |
| Поразка   | 9.   | 4 квітня 2004    | Сьюдад Обрегон, Мексика     | Тверде     | Стефані Шаер         | Соледад Есперон Флавія Міґнола    | 6–2, 4–6, 4–6    |
| Поразка   | 10.  | 6 червня 2004    | Чханвон, Південна Корея     | Тверде     | Томоко Йонемура      | Чан Кйон Мі Kim Jin-hee           | 5–7, 4–6         |
| Поразка   | 11.  | 17 липня 2004    | Префектура Ґумма, Японія    | Килим      | Каорі Аояма          | Томоко Йонемура Маюмі Ямамото     | 4–6, 6–4, 3–6    |
| Перемога  | 4.   | 7 листопада 2004 | Сутама, Японія              | Ґрунт      | Каорі Аояма          | Томоко Докей Юкіко Ябе            | 6–4, 6–3         |
| Поразка   | 12.  | 30 січня 2005    | Вайколоа (Гаваї), США       | Тверде     | Лорен Бредмор        | Наталі Грандін Кейсі Смеші        | 3–6, 4–6         |
| Поразка   | 13.  | 1 травня 2005    | Хаманако, Японія            | Тверде     | Хісамацу Сіхо        | Рьоко Фуда Окамото Сейко          | 5–7, 4–6         |
| Поразка   | 14.  | 31 травня 2005   | Ґумма, Японія               | Тверде     | Маюмі Ямамото        | Сє Шувей Чжань Цзіньвей           | 2–6, 1–1 ret.    |
| Поразка   | 15.  | 25 вересня 2005  | Ібаракі, Японія             | Тверде     | Чон Мі Ра            | Такемура Рьоко Томоко Йонемура    | 2–6, 4–6         |
| Поразка   | 16.  | 23 жовтня 2005   | Макінохара, Японія          | Килим      | Окамото Сейко        | Такемура Рьоко Томоко Йонемура    | 4–6, 3–6         |
| Поразка   | 17.  | 6 листопада 2005 | Пусан, Корея                | Тверде     | Окамото Сейко        | Юлія Єфремова Вінне Пракуся       | 4–6, 7–6(6), 1–6 |
| Поразка   | 18.  | 12 лютого 2006   | Сандерленд, Велика Британія | Тверде (i) | Суріна Де Беер       | Кім Кілсдонк Елісе Тамаела        | 5–7, 4–6         |
| Поразка   | 19.  | 11 квітня 2006   | Джексон (Міссісіпі), США    | Ґрунт      | Окамото Сейко        | Марія Кондратьєва Софі Лефевр     | 0–6, 3–6         |
| Поразка   | 20.  | 9 липня 2006     | Нагоя, Японія               | Тверде     | Окамото Сейко        | Чжуан Цзяжун Хісамацу Сіхо        | 2–6, 3–6         |
| Поразка   | 21.  | 16 липня 2006    | Міядзакі, Японія            | Тверде     | Окамото Сейко        | Макі Арай Куміко Їдзіма           | 2–6, 3–6         |
| Поразка   | 22.  | 23 липня 2006    | Куруме, Японія              | Килим      | Окамото Сейко        | Латіша Чжань Чжуан Цзяжун         | w/o              |
| Поразка   | 23.  | 28 серпня 2006   | Ґуанчжоу, КНР               | Тверде     | Монтіні Тангпхонг    | Чень Яньчон Жень Цзін             | 2–6, 7–5, 6–4    |
| Перемога  | 5.   | 29 вересня 2006  | Токіо, Японія               | Тверде     | Ліга Декмеєре        | Сема Юріка Танака Марі            | 7–6(3), 6–3      |